# Bataille du château de Gifu
La bataille du château de Gifu (岐阜城の戦い, Gifu-jō no Tatakai) qui se tient au mois d'août 1600 s'achève par la destruction du château de Gifu dans la province de Mino (moderne préfecture de Gifu) au Japon. La bataille sert de prélude à la grande bataille de Sekigahara qui survient le mois suivant. Elle oppose Oda Hidenobu des forces de l'ouest (loyales à Toyotomi Hideyori) à Ikeda Terumasa et Fukushima Masanori des forces de l'est (loyales à Tokugawa Ieyasu).

## Prélude
Comme les forces de l'ouest progressent le long du Tōkaidō, Hidenobu ne peut prévoir où les forces de l'est franchiront la Kiso-gawa et continue sa marche vers l'ouest. Pour se défendre contre toutes les possibilités, Hidenobu met en place des fortifications dans toute la région, avec le château de Gifu au centre, ce qui divise ses forces et affaiblit leur effectif total.

### Forces de Terumasa
Lorsque les mouvements de Hidenobu sont connus, les forces de Terumasa se regroupent pour unir leurs efforts. Tôt le matin du 22 août 1600, les forces combinées se déplacent du district de Haguri à Kōda (actuelle ville d'Ichinomiya, préfecture d'Aichi) dans la province d'Owari vers le district voisin de Haguri à Kōdajima (actuelle ville de Kakamigahara, préfecture de Gifu) dans la province de Mino. (Les deux districts Haguri avaient déjà été un seul et même district de la province d'Owari, d'où leurs noms semblable et la proximité.) Au cours de leur marche, elles traversent la Kiso-gawa.
Alors qu'elles franchissent la rivière, un contingent d'arquebusiers de Hidenobu s'oppose à leur avance à la bataille de Kōda Kisogawa Tokō (河田木曽川渡河の戦い Kōda Kisogawa Tokō no Tatakai). Après avoir vaincu les arquebusiers, les forces de Terumasa poursuivent leur marche. L'après-midi du 22 août, elles arrivent dans le village de Komeno (de nos jours la ville de Kasamatsu) et combattent une force de 3,000 hommes commandés par Dodo Tsunaie (百々綱家) à la bataille de Komeno (米野の戦い Komeno no Tatakai) et les défont. Au moment de la défaite, Hidenobu se trouve dans le village voisin de Injiki (de nos jours Ginan) et décide de retirer ses forces du château de Gifu au lieu d'attaquer les forces de l'Est où elles sont.

### Forces de Masanori
À peu près au même moment, les forces de Masanori tentent de traverser la Kiso-gawa à proximité du district de Nakashima de la province d'Owari, (de nos jours Ichinomiya), mais elles trouvent les forces de l'ouest profondément ancrées sur les rives opposées et décident de se diriger plus au sud pour traverser la rivière. Elles la franchissent finalement à Higashikaganoi et passent devant le château de Kaganoi (加賀野井城 Kaganoi-jō) (actuelle ville de Hashima, préfecture de  Gifu) avant de tourner vers le nord et d'encercler le château de Takegahana. Dans un premier temps, Sugiura Shigekatsu (杉浦重勝) résiste aux forces de Masanori mais Mōri Hiromori (毛利広盛), commandant de ses forces de renfort, capitule devant Masanori et Shigekatsu n'a d'autre choix que de faire de même ce qui entraîne la chute du château de Takegahana.
Après les victoires de Terumasa et Masanori, les deux forces se rejoignent à l'Arata-gawa (荒田川 Arata-gawa) au sud du château de Gifu pour entamer leur avance finale.

## La bataille
Dans la soirée du 22 août, les forces combinées de l'est continuent leur poursuite de Hidenobu. Pour renforcer ses propres troupes, Hidenobu envoie des demandes d'aide aux proches châteaux d'Ōgaki et Inuyama. En attendant que les forces arrivent, Hidenobu reste au château de Gifu pensant qu'elles pourront piéger les forces opposées entre son château et les forces de soutien de Ōgaki et Inuyama. Le clan Toyotomi envoie également quelques forces au château de Gifu pour aider à sa défense.
Même si Hideyoshi pense que le château Gifu peut résister à toute attaque, il place encore des forces aux cols de montagne autour du château, protégeant chaque itinéraire qui y mène. Hidenobu et son frère Oda Hidenori (织田秀则) sont responsables des hommes au château de Gifu et Tsuda Tōsaburō (津 田 藤 三郎), Kozukuri Tomoyasu (木造 具 康) et Dodo Tsunaie, des hommes restants, ce qui encore une fois divise et fragilise les forces de Hidenobu.
Au lever du jour le 23 août, les forces de l'Est sont alertées de l'accumulation de forces des châteaux d'Ōgaki et Inuyama. Afin de se préparer à la bataille, des hommes de Yamauchi Kazutoyo, Arima Toyōji (有馬豊氏), Togawa Tatsuyasu (戸川達安) et Horio Tadauji sont massées dans les villages au sud-est du château de Gifu et les forces de Tanaka Yoshimasa (田中吉政), Tōdō Takatora et Kuroda Nagamasa au sud-ouest.
Plus tard dans la matinée, elles commencent à se déplacer vers le Zuiryū-ji où elles rencontrent Asano Yoshinaga et la bataille s'engage. Comme Ii Naomasa se bat dans d'autres montagnes sur le chemin du château de Gifu, Masanori le rejoint et jette toutes ses forces dans la bataille, cernant ainsi complètement le château.
Pendant la bataille, aucun renfort n'arrive du château d'Inuyama dont le seigneur, Ishikawa Sadakiyo (石川贞清) reste en place avec d'autres chefs, après avoir conclu un accord avec Naomasa de ne pas se joindre à la bataille. Le château Ōgaki envoie des forces d'appui ; cependant, elles arrivent trop tard pour participer à la bataille.
L'ensemble du château de Gifu, à part le donjon, passe sous le contrôle des forces de l'est. Hidenobu continue à se battre jusqu'à la fin mais son armée est réduite à quelques dizaines d'hommes. Hidenobu est prêt à se battre jusqu'à la mort mais est finalement convaincu de se rendre aux forces de l'est. En fin de compte, le château de Gifu tombe en une seule journée.

## Suite
Hidenobu continue à se battre en faveur de Hideyori ; Cependant, après que les forces de Hideyori aient perdu la bataille de Sekigahara le mois suivant, Hidenobu s’installe au mont Kōya et devient moine. Il y meurt cinq ans plus tard.

## Source de la traduction
- (en) Cet article est partiellement ou en totalité issu de l’article de Wikipédia en anglais intitulé « Battle of Gifu Castle » (voir la liste des auteurs).